# Tristaniopsis lucida
Tristaniopsis lucida là một loài thực vật thuộc họ Myrtaceae. Đây là loài đặc hữu của New Caledonia.